# Пынкота
Пынкота (рум. Pâncota, венг. Pankota) — город на западе Румынии, в жудеце Арад.

## География
Расположен в 37 км от города Арад, на высоте около 110 м над уровнем моря.

## История
Впервые упомянут в письменных источниках в 1202-1203 годах под названием Pankota.

## Население
Согласно данным переписи 2011 года население города составляет 6651 человек. Этнический состав населения представлен румынами (78,54 %), венграми (6,63 %), цыганами (10,91 %), украинцами (0,91 %), немцами (2,13 %) и др. По данным прошлой переписи 2002 года население насчитывало 7186 человек. На тот период румыны составляли 79,30 % населения; венгры — 8,40 %; цыгане — 8,19 %; немцы — 3,00 %; украинцы — 0,69 %. По данным на 2002 год 87,69 % населения считали родным румынский язык и 8,29 % — венгерский язык.
Динамика численности населения:
| 1977 | 1992 | 2002 | 2011 |
| ---- | ---- | ---- | ---- |
| 7206 | 7446 | 7186 | 6651 |

## Экономика
Экономика представлена производством строительных материалов, мебели; лёгкой и пищевой промышленностью. Развит сектор сервиса и туризма. Кроме того, Пынкота — крупный центр виноградарства и производства вин.